# La gran Gilly Hopkins
La gran Gilly Hopkins (originalment en anglès, The Great Gilly Hopkins) és una pel·lícula de comèdia dramàtica estatunidenca del 2015 dirigida per Stephen Herek i escrita per David L. Paterson. Es basa en el llibre infantil homònim de Katherine Paterson de 1978. La pel·lícula és protagonitzada per Sophie Nélisse, Kathy Bates, Julia Stiles, Bill Cobbs, Billy Magnussen, Octavia Spencer i Glenn Close. La pel·lícula es va estrenar el 7 d'octubre de 2016 amb la distribució de Lionsgate Premiere. S'ha doblat al valencià per a À Punt.

## Sinopsi
Gilly Hopkins és la noia més dolenta de la ciutat: té una mare biològica que no ha vist mai i viu d'una casa d'acollida a una altra. En saber que l'enviaran a una nova llar, no perd el temps generant problemes. Aleshores coneix una dona anomenada Trotter, que vol ser la mare que necessita. Amb la Gilly plantejant un repte, Trotter ha de demostrar que una bona relació els beneficiarà a totes dues.

## Repartiment
- Sophie Nélisse com a Galadriel "Gilly" Hopkins[5]
- Kathy Bates com a Maime Trotter[5]
- Julia Stiles com a Courtney Rutherford Hopkins[6]
- Zachary Hernandez com a W.E. (William Ernest)
- Bill Cobbs com el Sr. Randolph[6]
- Billy Magnussen com a Ellis[7]
- Octavia Spencer com a Miss Harris[5]
- Glenn Close com a Nonnie Hopkins[5]
- Clare Foley com a Agnes
- Sammy Pignalosa com a Rajeem
- Toby Turner com a agent d'entrades
- Frank Oz com a Cookie Monster (veu)